# 佐賀大方道路
佐賀大方道路（さがおおがたどうろ）は、高知県幡多郡黒潮町内で事業中の四国横断自動車道阿南四万十線に並行する一般国道自動車専用道路である。国道56号に指定されている。
高速道路ナンバリングによる路線番号は、高知自動車道（高知IC - 四万十町中央IC間、須崎道路を含む）・窪川佐賀道路・中村宿毛道路・津島道路・松山自動車道（津島岩松IC - 松山IC間、宇和島道路・大洲道路を含む）とともに「E56」が割り振られている。

## 概要
- 起点 : 高知県幡多郡黒潮町佐賀
- 終点 : 高知県幡多郡黒潮町入野
- 規格: 第1種第3級

## 道路の位置関係
四国横断自動車道
徳島南部自動車道 - 徳島自動車道 - 高松自動車道 - 高知自動車道 - ※須崎道路 - 高知自動車道 - ※窪川佐賀道路 - ※佐賀大方道路 - ※大方四万十道路 - ※中村宿毛道路 - ※宿毛内海道路 - ※津島道路 - ※宇和島道路 - 松山自動車道 - ※大洲道路
※は高速自動車国道に並行する一般国道自動車専用道路。

## インターチェンジなど
- 全線高知県幡多郡黒潮町に所在。

| 施設名                      | 接続路線名       | 備考 |
| --------------------------- | ---------------- | ---- |
| E56 窪川佐賀道路（事業中）  |                  |      |
| 黒潮佐賀IC                  | 国道56号（現道） |      |
| 黒潮上川口IC                |                  |      |
| 黒潮大方IC                  |                  |      |
| E56大方四万十道路（事業中） |                  |      |

## 歴史
- 2017年（平成29年）4月 : 黒潮佐賀IC - 黒潮大方IC間が佐賀大方道路として事業着手[2]。